# Фёдоров, Юрий Михайлович (генерал)
Юрий Михайлович Фёдоров (7 июля 1900, Санкт-Петербург, Российская империя — 13 декабря 1982, Москва, СССР) — советский военачальник, генерал-лейтенант артиллерии (11.07.1945)

## Биография
Родился 7 июля 1900 года в городе Санкт-Петербург. Русский.
В РККА с 1 сентября 1918 года. Участник Гражданской войны. После войны продолжил службу в армии на командно-начальствующих должностях. В 1939 году после окончания Артиллерийской академии РККА имени Ф. Э. Дзержинского был назначен начальником артиллерии 19-й стрелковой дивизии Московского военного округа (г. Воронеж). 22 февраля 1941 года, за успехи в боевой подготовки подполковник Фёдоров был награждён орденом «Знак Почёта».
С началом Великой Отечественной войны на прежней должности. 2 июля 1941 года вместе с дивизией убыл на фронт. Умело использовал артиллерию в боях при защите города Ельня, нанося врагу большие потери в живой силе и технике. Во время окружения под Вязьмой обеспечивал прорыв частей. В критический момент, когда не стало боеприпасов и потеряна надежда на выход из окружения организованными частями, приказал уничтожить боевую технику и подразделениями пробиваться на восток. Сам возглавил одну из групп и вывел её из окружения в полосе Брянского фронта.
С июля 1942 года полковник Фёдоров назначается начальником артиллерии 57-й армии Сталинградского фронта, в составе которого участвовал в Сталинградской оборонительной операции. В середине июля армия была передислоцирована в район южнее Красноармейска с целью прикрытия Сталинграда с юга. С 7 августа в составе Юго-Восточного фронта, а с 30 сентября Сталинградского фронта армия вела тяжёлые оборонительные бои, в ходе которых нанесла урон немецким войскам и сорвала попытки прорваться в Сталинград с юга. С 20 ноября армия в составе ударной группировки Сталинградского, а с 1 января 1943 года Донского фронта в ходе операции «Уран» принимала участие в окружении и разгроме войск противника под Сталинградом. За боевые отличия в Сталинградской битве Фёдоров был награждён орденами Красного Знамени и Суворова II степени.
В феврале 1943 года генерал-майор Фёдоров был назначен командующим артиллерией 5-й армией, которая в составе 3-го Белорусского фронта участвовала в Оршанской, Витебской, Белорусской, Гумбиннен-Гольдапской и Восточно-Прусской наступательных операциях. На заключительном этапе военных действий армия участвовала в ликвидации Земландской группировки вражеских войск. Только за период боёв в Восточной Пруссии 5-я армия разгромила до 10 дивизий противника. Боевые действия армии в Восточной Пруссии по праву считаются выдающимся образцом советского военного искусства, являются одной из славных страниц истории Великой Отечественной войны. За умелое планирование и успешное применение артиллерии в этих боевых операциях Фёдоров был награждён был награждён орденом Богдана Хмельницкого I степени и вторым орденом Суворова II степени.
Последним участием во Второй мировой войне был его вклад в проведение Маньчжурской стратегической наступательной операции (август 1945 г.). В апреле 1945 армия выведена в резерв Ставки ВГК, а затем переброшена на Дальний Восток в состав Приморской группы войск (с 5 августа 1945 — 1-й Дальневосточный фронт). В августе — сентябре 1945 армия (17-й, 45-й, 65-й и 72-й стрелковые корпуса, 105 УР, танковые, артиллерийские бригады, ряд отдельных частей) участвовала в Харбино-Гиринской операции. За успешное проведение этих операций генерал-лейтенант Фёдоров был награждён орденом Кутузова I степени.
За время Второй мировой войны генерал Фёдоров был 11 раз персонально упомянут в благодарственных в приказах Верховного Главнокомандующего
После окончания войны был направлен на обучение в Высшую военную академию имени К. Е. Ворошилова. В 1947 году после успешного окончания академии оставлен в ней на преподавательской и научной работе. Службу генерал-лейтенант Фёдоров закончил в 1970 году на должности заместителя начальника кафедры Ракетных Войск и Артиллерии Военной ордена Ленина Краснознамённой ордена Суворова академии Генерального штаба Вооружённых Сил СССР имени К. Е. Ворошилова.
Умер 13 декабря 1982 года. Похоронен на Кунцевском кладбище Москвы.

## Награды
- орден Ленина (21.02.1945)[6][7]
- четыре ордена Красного Знамени (12.10.1942[8], 28.09.1943[9], 03.11.1944[10][7], 20.06.1949[11][7])
- орден Кутузова I степени (08.09.1945)[12]
- орден Богдана Хмельницкого I степени (15.04.1945)[13]
- два ордена Суворова II степени (08.02.1943[14][15], 03.07.1944[16])
- орден «Знак Почёта» (22.02.1941)[9]
  - медали в том числе:
  - «XX лет Рабоче-Крестьянской Красной Армии» (1938)[8]
  - «За оборону Сталинграда» (1943)[9]
  - «За победу над Германией в Великой Отечественной войне 1941—1945 гг.» (1945)[9]
  - «За победу над Японией» (1945)[9]
  - «За взятие Кёнигсберга» (1945)[9]
  - «Ветеран Вооружённых Сил СССР» (1976)

1. За прорыв сильно укрепленной и развитой в глубину обороны Витебского укрепленного района немцев, южнее города Витебск, на участке протяжением 30 километров, продвижение в глубину за два дня наступательных боев до 25 километров, расширение прорыва до 80 километров по фронту, и освобождение более 300 населенных пунктов. 24 июня 1944 года № 116.
2. За освобождение столицы Литовской Советской Республики города Вильнюс от фашистских захватчиков. 13 июля 1944 года № 136.
3. За форсирование реки Неман, прорыв сильно укрепленной обороны противника на западном берегу и овладение городом и крупной железнодорожной станцией Мариамполь, а так же важными узлами коммуникаций Пильвишки, Шостаков, Сейны. 31 июля 1944 года № 160.
4. За овладение штурмом городом и крепостью Каунас (Ковно) — оперативно важным узлом коммуникаций и мощным опорным пунктом обороны немцев, прикрывающим подступы к границам Восточной Пруссии. 1 августа 1944 года № 161.
5. За овладение мощными опорными пунктами обороны противника — Ширвиндт, Наумиестис (Владиславов), Виллюнен, Вирбалис (Вержболово), Кибартай (Кибарты), Эйдткунен, Шталлупенен, Миллюнен, Вальтеркемен, Пиллюпенен, Виштынец, Мелькемен, Роминтен, Гросс Роминтен, Вижайны, Шитткемен, Пшеросьль, Гольдап, Филипув, Сувалки на территории Восточной Пруссии. 23 октября 1944 года № 203.
6. За овладение штурмом укрепленными городами Пилькаллен, Рагнит и сильными опорными пунктами обороны немцев Шилленен, Лазденен, Куссен, Науйенингкен, Ленгветен, Краупишкен, Бракупенен. 19 января 1945 года. № 231.
7. За овладение в Восточной Пруссии городом Гумбиннен — важным узлом коммуникаций и сильным опорным пунктом обороны немцев на кенигсбергском направлении. 21 января 1945 года. № 238.
8. За овладение штурмом в Восточной Пруссии городом Инстербург — важным узлом коммуникаций и мощным укрепленным районом обороны немцев на путях к Кенигсбергу. 22 января 1945 года. № 240.
9. За овладение штурмом городами Хайльсберг и Фридланд – важными узлами коммуникаций и сильными опорными пунктами обороны немцев в центральных районах Восточной Пруссии. 31 января 1945 года. № 267.
10. За завершение ликвидации окруженной восточно-прусской группы немецких войск юго-западнее Кенигсберга. 29 марта 1945 года. № 317.
11. За форсирование реки Уссури, прорыв Хутоуского, Мишаньского, Пограничненского и Дуннинского укреплённых районов японцев, преодоление труднодоступной горно-таёжной местности, продвижение вперёд на 500 километров и овладение городами Мишань, Гирин, Яньцзи, Харбин. 23 августа 1945 года. № 372.